# Ребека Солер
Ребека Солер (енгл. Rebecca Soler, рођена август 24) је америчка гласовна глумица.

## Филмографија
- Нинџа корњаче (2003) - Ејприл
- Вива Пињата - Елла, Сајмон
- Винкс - Текна (Сезон 3, Фокс ТВ)
- ММНК Филм - Ејприл (1980)
- Ригл Акедми - Роуз
- Хантик - Софи
- Маџикал Дореми - Ријен